# Леоново (деревня, городской округ Истра)
Леоново — деревня в Костровском сельском поселении Истринского района Московской области. Население — 55 чел. (2016), в деревне 5 улиц. С Истрой деревня связана автобусным сообщением (автобус № 34).
Находится примерно в 12 км на юго-запад от Истры, недалеко от правого берега Малой Истры, высота над уровнем моря 168 м. Лежит на шоссе Истра — Руза, ближайшие населённые пункты: Дергайково к востоку и Кострово — западнее по шоссе.

## Население
| 1852 | 1859 | 1890 | 1899 | 1926 | 2002 | 2006 |
| ---- | ---- | ---- | ---- | ---- | ---- | ---- |
| 66   | ↘64  | ↗65  | ↘57  | ↗83  | ↘13  | ↘8   |
| 2010 | 2016 |      |      |      |      |      |
| ↗16  | ↗55  |      |      |      |      |      |